# Iron Man (Marvel Cinematic Universe)
Tony Stark, anche noto con il suo alias supereroistico Iron Man, è un personaggio interpretato da Robert Downey Jr. nel media franchise del Marvel Cinematic Universe (MCU), basato sull'omonimo personaggio di Marvel Comics. Stark è un industriale, genio, inventore, eroe ed ex playboy a capo delle Stark Industries. All'inizio della serie è un mercante d'armi per l'esercito militare statunitense finché un'esperienza di rapimento lo porta a redimersi usando le sue capacità e risorse per costruire armature ultratecnologiche con cui difendere la Terra. Diventa poi uno dei membri fondanti e leader degli Avengers. A seguito del fallimento del suo programma Ultron, il conflitto interno agli Avengers causato dagli accordi di Sokovia e la scomparsa di metà dell'universo causata dal Blip di Thanos, Stark si ritira, sposa Pepper Potts e insieme a lei ha una figlia di nome Morgan. In seguito, Stark ritorna a far parte degli Avengers nell'ultima missione per far ritornare le persone scomparse. Scoperto come viaggiare nel tempo riesce insieme agli Avengers ad annullare le azioni di Thanos. Infine, Stark sacrifica la sua vita nella battaglia finale contro Thanos e il suo esercito. Stark sceglie Peter Parker come suo successore.
Stark è uno dei personaggi principali della "Saga dell'infinito" del MCU, essendo apparso in undici film dalla sua prima apparizione in Iron Man (2008). La sua caratterizzazione e la performance di Downey sono ritenuti i fattori che hanno cementato il successo del MCU e l'evoluzione di Stark nel corso della storia è spesso considerata l'arco narrativo distintivo della serie.
Delle versioni alternative di Stark appaiono nella serie animata What If...?, con Mick Wingert come doppiatore, che riprende il suo ruolo dopo aver dato la voce al personaggio in media animati antecedenti al MCU.

## Biografia del personaggio

### Primi anni
Tony Stark nacque il 29 maggio 1970 a Manhattan, New York, da Howard Stark, famoso genio inventore e uomo d'affari, e Maria Stark (nata Carbonell), una socialite e filantropa di New York. Cresciuto sotto gli occhi del maggiordomo di famiglia Edwin Jarvis, la sua vita fu caratterizzata da una relazione fredda e priva di affetto con suo padre. Vedendo che il figlio poteva ottenere grandi cose, Howard cercò di ispirarlo con discorsi costanti sul suo ruolo nella creazione di Captain America; ciò non fece che amareggiare Stark, che sentì che suo padre fosse più orgoglioso delle sue creazioni che della sua famiglia. Dimostratosi un bambino prodigio, frequentò il Massachusetts Institute of Technology dai quattordici anni.
Il 16 dicembre 1991, quando Stark aveva 21 anni, i suoi genitori andarono alle Bahamas, fermandosi al Pentagono per consegnare il Siero del supersoldato che Howard era riuscito a ricreare. Durante il viaggio entrambi rimasero uccisi in un incidente d'auto, che in seguito si rivelò essere un assassinio compiuto dal Soldato d'Inverno (controllato mentalmente dall'Hydra) inviato a rubare il siero. Di conseguenza, Stark ereditò l'azienda di suo padre. Nel corso degli anni divenne famoso come designer e inventore di armi e iniziò a condurre uno stile di vita da playboy. Nel 1999 partecipò a una conferenza a Berna dove incontrò gli scienziati Maya Hansen, inventrice dell'Extremis (un trattamento rigenerativo sperimentale) e Aldrich Killian.

### Ruolo di Iron Man
Stark si reca nell'Afghanistan devastata dalla guerra con il suo amico e collega militare, il tenente colonnello James Rhodes, per dare una dimostrazione del suo nuovo missile "Jericho". Successivamente il convoglio che lo trasporta cade in un'imboscata e Stark viene gravemente ferito e imprigionato da un gruppo terroristico, i Dieci Anelli. Il medico Ho Yinsen, suo compagno di prigionia, gli impianta un elettromagnete nel petto per impedire ai frammenti di schegge di raggiungere il suo cuore e ucciderlo. Stark e Yinsen costruiscono segretamente un piccolo e potente generatore elettrico chiamato reattore Arc per alimentare l'elettromagnete di Stark e un'armatura potenziata. Quando i Dieci Anelli li attaccano Yinsen si sacrifica dando tempo a Stark di completare l'armatura e scappare sbaragliando tutti i nemici. Grazie a Rhodes, Tony torna in patria, e annuncia che la sua azienda non produrrà più armi. Dopodiché costruisce una nuova armatura più sofisticata della precedente e un reattore Arc più potente. Stark scopre che Obadiah Stane è da lungo tempo un trafficante d'armi per criminali in tutto il mondo e sta pianificando di rimpiazzarlo come direttore delle Stark Industries. Stane tende un'imboscata a Tony a casa sua e gli prende il reattore Arc dal petto lasciandolo morire, ma Stark si salva recuperando il suo reattore Arc originale e lo usa per affrontare e sconfiggere Stane. Il giorno successivo, in una conferenza stampa, Tony rivela pubblicamente la sua identità di supereroe riconoscendosi come "Iron Man".
Sei mesi dopo, Stark è diventato una star e usa la sua armatura di Iron Man per scopi pacifici rifiutandosi di vendere i suoi modelli al governo. Scopre però che il nucleo di palladio nel reattore Arc gli sta lentamente avvelenando il sangue, portandolo alla morte. Diventando sempre più depresso e spericolato per la sua morte imminente, Tony nasconde ciò ai suoi conoscenti; nomina Pepper Potts la nuova dirigente delle Stark Industries e gareggia al Gran Premio Storico di Monaco, venendo attaccato da Ivan Vanko che brandisce delle fruste elettrificate alimentate da un reattore Arc in miniatura. Tony lo sconfigge e successivamente, a quello che dovrebbe essere il suo ultimo compleanno, si ubriaca in pubblico con indosso un'armatura portando Rhodes a confiscargliene una per darla all'aviazione militare. Stark scopre un messaggio di suo padre consistente nel diagramma della struttura di un nuovo elemento che, sintetizzato, alimenta il reattore Arc al posto del palladio ripulendo il sangue di Tony. L'inventore ha poi modo di riappacificarsi con Rhodes sconfiggendo insieme Vanko e il suo alleato Justin Hammer e inizia una relazione con Pepper.

### La battaglia di New York
Quando Loki, fratello adottivo di Thor, giunge sulla Terra minacciando il pianeta e i suoi abitanti, sequestrando il Tesseract da una struttura S.H.I.E.L.D., Nick Fury attiva l'iniziativa Vendicatori e l'agente Phil Coulson visita Stark per invitarlo a prenderne parte. Iron Man ferma Loki a Stoccarda con Steve Rogers e Natasha Romanoff e, successivamente, a loro si unisce Thor. Loki viene rinchiuso nell'Elivelivolo dello S.H.I.E.L.D., ma successivamente si libera scatenando Hulk, al che i supereroi capiscono che il suo piano è quello di sconfiggerli pubblicamente per convalidare sé stesso come governatore della Terra. Tony affronta Loki sulla Stark Tower, poi il dio apre un portale nel cielo con il Tesseract rilasciando il suo esercito di Chitauri. Mentre gli Avengers (a cui si è aggiunto Occhio di Falco) combattono gli alieni, il governo decide di lanciare un missile nucleare che distruggerà l'intera città pur di fermare l'invasione, al che Tony devia il missile lanciandolo nel portale per distruggere l'astronave madre dei Chitauri e ucciderli, quasi sacrificandosi; Hulk riesce a salvarlo prima che si schianti a terra quando l'armatura si disabilita.
Stark sviluppa un disturbo da stress post-traumatico a causa della sua esperienza di quasi morte, nonché un senso di impotenza in seguito alla scoperta che esistono forze ben più potenti di lui. A causa di ciò, Tony passa notti insonni che passa irrequieto costruendo dozzine di armature di Iron Man, facendo nascere degli attriti con la fidanzata Pepper. Dopo che il suo amico Happy Hogan resta gravemente ferito in un attacco terroristico del criminale Mandarino, Tony sfida quest'ultimo in diretta televisiva dandogli l'indirizzo della sua villa, che poco dopo viene distrutta in un attacco. Stark è costretto a fuggire con la sua armatura e si schianta in una zona rurale del Tennessee, con l'armatura che perde energia impedendogli di tornare a casa e viene creduto morto dai media. Insieme a Rhodes, Tony rintraccia il Mandarino a Miami scoprendo che era solo Trevor Slattery, un attore ingaggiato dallo scienziato Aldrich Killian, creatore dell'A.I.M., il quale intende uccidere il presidente e ha rapito Pepper. Insieme a Rhodes e Potts, Stark salva il presidente e uccide Killian, dopodiché si ricongiunge con Pepper e si sottopone a un intervento chirurgico per rimuovere le schegge nel suo petto.

### Battaglia di Sokovia e guerra civile
Tempo dopo, gli Avengers fanno irruzione in una struttura dell'Hydra dove si sono svolti degli esperimenti sui gemelli Pietro e Wanda Maximoff mediante lo scettro sequestrato a Loki. Wanda usa i suoi poteri su Tony, che ha una visione della Terra invasa da creature aliene e i suoi compagni morti. Sconvolto, Stark decide quindi di progettare un programma di difesa globale battezzato "Ultron", facendosi aiutare da Bruce Banner e utilizzando l'Intelligenza Artificiale scoperta nello scettro recuperato. Ultron però si rivela senziente e decreta che l'unico modo per salvare la Terra è sterminare l'umanità, quindi crea un esercito di droni e recluta di gemelli Maximoff. Gli Avengers tentano di fermarlo, ma Wanda sottomette la Vedova Nera, Thor e Captain America con visioni inquietanti, poi scatena Hulk che distrugge gran parte di una città prima che Tony riesca a fermarlo con l'Hulkbuster. Il gruppo si rifugia a casa di Barton per riprendersi e scopre da Nick Fury che Ultron si sta facendo costruire un corpo artificiale perfezionato. Riescono a recuperarlo e Tony e Bruce caricano segretamente J.A.R.V.I.S. nel corpo sintetico facendo nascere Visione. Gli Avengers si dirigono quindi a Sokovia per fermare Ultron con l'aggiunta di Visione, Rhodes e dei gemelli Maximoff, passati dalla loro parte dopo aver scoperto la follia di Ultron, riuscendo infine a distruggerlo.
Circa un anno dopo, il segretario di Stato Thaddeus Ross informa gli Avengers che l'ONU ha preparato i cosiddetti "Accordi di Sokovia" per controllare l'operato dei supereroi. A causa del suo ruolo nella costruzione di Ultron e nella devastazione di Sokovia, Stark sostiene fermamente la supervisione che invece Rogers vorrebbe rifiutare considerandola un limite alla loro libertà di operato. Per una serie di circostanze tra cui la ricomparsa di Bucky Barnes, incastrato per un attacco terroristico, quest'ultimo, Captain America, Sam Wilson, Wanda Maximoff, Scott Lang e Occhio di Falco diventano ricercati; Tony e la fazione di Avengers concordante a firmare gli accordi (composta da lui, Visione, Vedova Nera, T'Challa, Rhodes e Peter Parker) si scontra con gli ex compagni in un aeroporto, ma durante il combattimento Steve e Bucky fuggono. Stark scopre che Bucky è stato incastrato e riesce a raggiungere lui e Rogers in una struttura dell'Hydra situata in Siberia dove scoprono che il vero terrorista è Helmut Zemo. L'uomo rivela a Tony che i suoi genitori furono uccisi da Bucky mentre era sotto il controllo mentale dell'Hydra e che Steve, pur sapendolo, non aveva detto nulla. Furioso, Tony li attacca finché non viene sconfitto da Rogers che gli lascia il suo scudo, costruito da Howard Stark.
Stark inizia a fare da mentore al giovane Peter Parker ma afferma che non è ancora pronto a diventare un Avenger a tutti gli effetti. Cambia idea quando il ragazzo riesce a farsi valere fermando l'Avvoltoio, ma a questo punto è Parker a decidere di aspettare prima di diventare un supereroe a tempo pieno. Tony sfrutta l'occasione per fare una proposta di fidanzamento a Pepper.

### La guerra dell'infinito
Qualche tempo dopo, Tony viene raggiunto dallo stregone Stephen Strange e da Bruce Banner, i quali lo avvertono che Thanos sta per arrivare sulla Terra a recuperare due delle Gemme dell'infinito per sterminare metà della popolazione dell'universo. Subito dopo giunge parte dell'Ordine Nero che vuole prendere la Gemma del tempo a Strange e, nello scontro che ne segue, lo stregone viene rapito e portato nello spazio seguito da Tony e dal sopraggiunto Peter Parker. Sconfitti i nemici, il trio si dirige sul pianeta natale di Thanos, Titano, dove incontra alcuni membri dei Guardiani della Galassia con cui stringono un'alleanza volta a fermare Thanos e strappargli il Guanto dell'infinito. Il titano riesce però a sopraffare il gruppo e ferisce gravemente Stark; Strange, che ha visto il futuro, consegna la Gemma del tempo al nemico in cambio della sopravvivenza di Tony. Thanos va poi sulla Terra dove recupera l'ultima Gemma e compie il suo piano. Su Titano, Tony e Nebula sono gli unici a sopravvivere.
I due viaggiano alla deriva nello spazio finché non vengono salvati da Carol Danvers che li riporta sulla Terra. Scoperta l'impossibilità di porre rimedio alle azioni di Thanos, Tony decide di ritirarsi e va a vivere con Pepper, trascorrendo i successivi cinque anni con lei e avendo una figlia di nome Morgan. Quando Scott Lang torna dal Regno quantico propone di riportare tutti in vita recuperando le Gemme dell'infinito con dei viaggi nel tempo; inizialmente Tony rifiuta, ma esamina la questione in privato e trova un modo per viaggiare nel tempo, accettando quindi di assistere i compagni. In un viaggio negli anni settanta per recuperare la Gemma dello spazio, Tony ha modo di conversare con suo padre e riesce a riappacificarsi con la sua memoria. Tornati al presente Bruce usa le Gemme per riportare in vita le persone scomparse; sopraggiungono però il Thanos e la Nebula del 2014, che hanno scoperto il piano degli Avengers, e i due attaccano con il loro esercito scontrandosi con gli Avengers e tutti i loro alleati. Nel combattimento finale Tony si impossessa all'ultimo delle Gemme, e le usa per disintegrare il titano e il suo esercito. Gli effetti delle Gemme sul suo organismo sono però devastanti, e l'eroe muore assistito da Pepper, Rhodes e Peter Parker. In seguito si tiene un funerale in suo onore a cui partecipano tutti gli Avengers.
Otto mesi dopo si scopre che Tony ha lasciato un paio di occhiali contenenti l'Intelligenza Artificiale E.D.I.T.H. a Peter, designando il ragazzo come suo successore.

## Versioni alternative

### What If...?
Alcune versioni alternative di Tony Stark appaiono nella serie animata What If...?, che mostra un andamento alternativo di determinati eventi nel Marvel Cinematic Universe.
- In un 2010 alternativo, Stark viene ucciso dopo un'iniezione di Natasha Romanoff volta a rallentare l'avvelenamento da palladio; successivamente si scopre che il responsabile è Hank Pym (impazzito dopo la morte di sua figlia Hope), il quale voleva impedire la formazione degli Avengers per vendicarsi di Nick Fury.
- In un 2018 alternativo, un virus portato dal regno quantico da Hank Pym e Janet Van Dyne porta alla mutazione di gran parte della popolazione in zombi; Tony e gran parte degli Avengers vengono infettati nel tentativo di fermarli, portando in breve all'annientamento quasi totale del pianeta. Successivamente, Stark cerca di divorare Banner insieme a Strange e Wong (a loro volta zombie) ma viene disintegrato dalle formiche manipolate da Hope Van Dyne.
- In un 2008 alternativo, Stark viene salvato dall'attentato dei Dieci Anelli da Erik Stevens detto "Killmonger", pertanto non subisce alcun cambiamento radicale che lo porti a diventare una persona migliore; tornato in patria, stringe amicizia con Killmonger e asseconda il suo desiderio di creare dei droni in vibranio da usare nelle guerre. Dopo aver scoperto che Rhodes è stato ucciso da Stevens, Stark cerca di ucciderlo con uno dei droni da loro costruiti, ma Killmonger riesce a sconfiggerlo e uccide Tony per fermentare una guerra tra Stati Uniti e Wakanda.
- In un 2015 alternativo, Ultron riesce a trasferire con successo la propria coscienza nel corpo in vibranio di Visione; Stark viene ucciso dall'androide insieme a Rogers, Thor e Banner, senza riuscire a impedirgli di scatenare la sua opera di distruzione anche nel resto dell'universo.
- In un 2018 alternativo, Stark fa squadra con Gamora, la quale è riuscita a uccidere Thanos, per fermare Infinity Ultron.
- In un 2012 alternativo, dopo aver distrutto la nave madre dei Chitauri ponendo fine alla battaglia di New York, Stark finisce sul pianeta Sakaar, dove viene fatto prigioniero dal Gran Maestro. Decide di ribellarsi insieme a Valchiria e Korg, ma si trova a dover affrontare Gamora, assassina inviata da Thanos per ucciderlo come vendetta per aver fermato l'invasione. Tony e i suoi alleati riescono a sconfiggere il Gran Maestro, liberando Sakaar, e Stark convince Gamora a distaccarsi da suo padre, assistendola nell'uccisione di Thanos.

### Il vostro amichevole Spider-Man di quartiere
In un 2016 alternativo, Tony Stark non ha reclutato Peter Parker / Spider-Man durante la guerra civile tra gli Avengers che invece è stato reclutato da Norman Osborn come tirocinante per poi aiutarlo come Spider-Man, in questa versione Thunderbolt Ross lo chiama per catturare Otto Octavius in fuga dal suo laboratorio per aver violato gli accordi di Sokovia.

## Caratterizzazione

### Aspetto e personalità

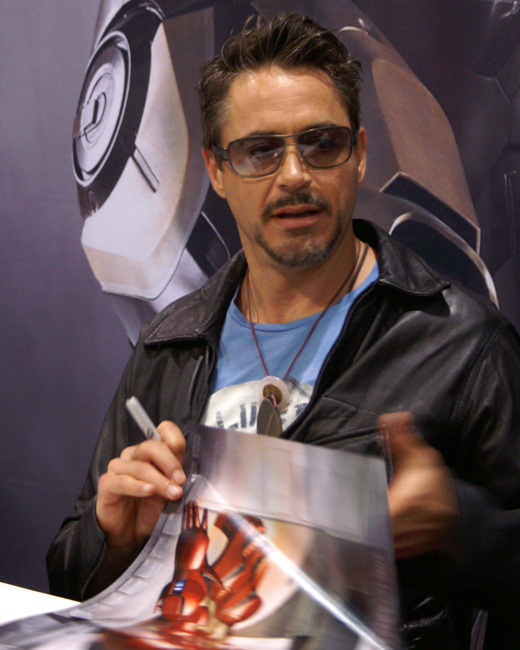
Robert Downey Jr. al San Diego Comic-Con 2007 dopo aver ottenuto il ruolo in Iron Man

Downey aveva un ufficio accanto a Favreau durante la pre-produzione del film Iron Man, il che gli ha permesso un maggiore coinvolgimento nella scrittura della sceneggiatura, soprattutto aggiungendo umorismo al tono del film. Downey ha spiegato "Quello che di solito odio di questo genere di film [di supereroi] è quando improvvisamente il tizio che stanno approfondendo si trasforma in Dudley Do-Right, e poi dovresti accettare tutto il suo "andiamo a fare qualcosa di buono!". Quella cosa alla Eliot Ness con un mantello. Quello che era veramente importante per me era che [Tony] non cambiasse così tanto da diventare irriconoscibile. Quando qualcuno era uno sbruffone e non poi lo è più, ci si aspetta che abbia ancora il senso dell'umorismo". Per prepararsi al ruolo, Downey trascorse cinque giorni alla settimana facendo allenamento coi pesi e praticò arti marziali per rimettersi in forma; il che, secondo lui, gli giovò perché "è difficile non avere un crollo mentale... dopo circa diverse ore in quella tuta. Sto richiamando ogni momento terapeutico a cui riesco a pensare solo per riuscire a passare la giornata".
In Iron Man 2, Stark deve lottare per tenere la sua tecnologia fuori dalle mani del governo. Downey e Favreau, a cui era stata consegnata una sceneggiatura e che aveva lavorato al primo film, concepirono la storia del film loro stessi. Sul fatto che Stark sia un eroe, Downey disse: "È un po' eroico, ma principalmente a suo modo. Quindi penso che abbia probabilmente un po' di complesso dell'impostore e, non appena ha detto "Io sono Iron Man", ora si sta chiedendo davvero cosa significhi. Se hai tutte queste comodità come lui e il pubblico è dalla tua parte e hai immensa ricchezza e potere, penso che sia troppo isolato per stare davvero bene".
The Avengers ha introdotto il ruolo di Stark come un membro di una squadra di eroi che devono unirsi per difendere la Terra da un'invasione aliena guidata da Loki. Downey inizialmente spinse il regista Joss Whedon a rendere Stark il protagonista del film: "Beh, ho detto, 'Devo essere nella sequenza di apertura. Non so a cosa stai pensando, ma Tony deve guidare questo progetto.' E lui era tipo, "Okay, proviamolo". L'abbiamo provato e non ha funzionato, perché questa era una cosa diversa: la storia, l'idea e il tema sono il tema, e tutti sono solo un braccio dello stesso polpo". A proposito dell'evoluzione del personaggio dai film precedenti, Downey disse: "Iron Man era una storia delle origini, era la sua stessa epifania e una sorta di redenzione. Iron Man 2 è tutto incentrato sul non essere un'isola, affrontare le questioni legate al passato e fare spazio per gli altri... In The Avengers, lo si è inserito con gli altri". Al culmine del film, Stark guida un missile nucleare attraverso un portale interstellare per distruggere la principale nave aliena, dimostrando la volontà di sacrificare la propria vita per salvare la Terra.
In Iron Man 3, Stark fatica a venire a patti con la sua esperienza di premorte in The Avengers e soffre di attacchi di panico. Nel realizzare un terzo film di Iron Man, Downey disse: "La mia sensazione è che dobbiamo lasciare tutto in campo, qualunque cosa significhi. Puoi scegliere diversi punti di partenza da qui". In seguito a The Avengers, Downey disse che "hanno cercato di essere pratici, in un mondo post-Avengers. Quali sono le sue sfide ora? Quali sono i limiti che potrebbero essere posti su di lui? E che tipo di minaccia lo porterebbe, come al solito, a ignorare questi limiti?". Lo sceneggiatore Drew Pearce paragonò Stark in Iron Man 3 a un James Bond americano, essendo entrambi "eroi con un senso del pericolo e imprevedibilità su di loro" anche se Stark era un "agente libero" invece di una figura autoritaria come Bond. Ha anche paragonato Tony ai protagonisti di film degli anni '70 come Il braccio violento della legge dove "le idiosincrasie degli eroi sono ciò che li rendono così eccitanti".
In Avengers: Age of Ultron, Stark è diventato il finanziatore degli Avengers. Sul modo in cui il suo personaggio si è evoluto dopo gli eventi di Iron Man 3, Downey sostenne: "Penso che si renda conto che realizzare uno scudo di armature intorno al mondo - che è quello che ha fatto - ancora non ha funzionato [...]. Quindi la sua attenzione è più su come possa realizzarlo in modo che non ci siano problemi. Una sorta di buttafuori del nostro pianeta. Questa è la grande idea". Gli eventi di Age of Ultron portano direttamente al conflitto di Captain America: Civil War, in cui Stark guida una fazione di Avengers a sostegno della regolamentazione degli individui con superpoteri. Anthony Russo disse che l'egemonia di Stark ha permesso agli scrittori "di portarlo a un punto della sua vita in cui era disposto a sottomettersi a un'autorità, dove sentiva che era la cosa giusta da fare". Joe Russo ha aggiunto che a causa delle visioni che Stark viste in Age of Ultron, ha sviluppato un complesso di colpa che "lo spinge a prendere decisioni molto specifiche", definendo il suo arco emotivo "molto complicato". Il personal trainer di Downey, Eric Oram, dichiarò che il trucco per mettere Rogers contro Stark, "è mostrare Iron Man che usa la" forza minima "necessaria per vincere la battaglia". La Marvel inizialmente voleva che la parte di Downey fosse più piccola in Civil War, ma "Downey voleva che Stark avesse un ruolo più sostanziale nella trama del film". Variety notò che Downey avrebbe ricevuto una paga di oltre 40 milioni di dollari per la sua partecipazione, oltre a un pagamento aggiuntivo se il film avesse superato Captain America: The Winter Soldier con gli incassi, poiché la Marvel avrebbe attribuito quel successo alla presenza di Downey.
In Spider-Man: Homecoming, Stark è il mentore di Peter Parker ed è il creatore del Damage Control. Il presidente della Sony Pictures Motion Picture Group Thomas Rothman osservò che, oltre al vantaggio commerciale della presenza di Downey nel film, l'inclusione di Stark è stata importante per il rapporto stabilito tra lui e Parker in Captain America: Civil War. Watts lo notò dopo le azioni di Stark in Civil War, di introdurre Parker alla vita degli Avengers, ritenendo che "ci sono molte ripercussioni in questo. È un primo passo verso Tony come una sorta di figura di mentore? È a suo agio con questo ruolo?". Il co-sceneggiatore Jonathan Goldstein paragonò Stark al personaggio del padre di Ethan Hawke in Boyhood.
Downey ha ripreso il ruolo in Avengers: Infinity War e Avengers: Endgame. Il regista di Iron Man 3 Shane Black dichiarò nel marzo 2013 che "Ci sono state molte discussioni al riguardo: 'È questo l'ultimo Iron Man per Robert [Downey Jr.]?' Qualcosa mi dice che non sarà così, e [lui] tornerà in un quarto o in un quinto capitolo". Il presidente dei Marvel Studios Kevin Feige affermò che il personaggio di Stark sarebbe continuato a essere presente nell'universo cinematografico Marvel indipendentemente dal coinvolgimento di Downey. Sempre a marzo, Downey dichiarò di essere disponibile a estendere il suo contratto, affermando che "ci sono un paio di altre cose che dobbiamo fare" con il suo personaggio. Nel giugno 2013, quando Downey firmò per tornare come Iron Man in Avengers: Age of Ultron, firmò anche per un terzo film di Avengers. In un'intervista del luglio 2014 durante le riprese di Age of Ultron, Downey espresse il suo interesse a continuare a interpretare Iron Man. "Dipende da Kevin [Feige] e Ike [Perlmutter] e se la Disney ci viene incontro con qualche proposta, e sta a noi essere d'accordo o in disaccordo. Quando le cose vanno alla grande, c'è molto accordo." Nell'aprile 2016, Downey si dichiarò disponibile ad apparire in un potenziale quarto film di Iron Man, dicendo "Potrei farne un altro". Il contratto Marvel di Downey è scaduto dopo Avengers: Endgame, film in cui Stark perde la vita ed esce di scena.
Il senso della moda di Stark si è evoluto nel corso dei film, inizialmente descritto come "tristemente semplice... per lo più jeans, camicie e canottiere cadenti, con un abito occasionale", ma migliorando dal primo film di Avengers e diventando più sofisticato da Civil War, mentre Stark matura e accetta una maggiore responsabilità con le conseguenze delle sue azioni. Downey espresse il desiderio che il suo guardaroba riflettesse il fatto che "sai ancora che è Tony Stark, e sai ancora che è l'uomo più ricco del mondo". L'abbigliamento di Stark è stato descritto come un'alternanza tra "un completo con alcune sfumature" nel suo look aziendale, o una t-shirt, jeans, e un reattore Arc "per il suo tempo libero". Il suo senso della moda è stato definito "in parte boss della mafia e in parte membro del cast di The Big Bang Theory", alternando abiti gessati squadrati e t-shirt vintage ironiche.

### Armature ed effetti speciali
Tony Stark indossa numerose armature diverse nelle sue apparizioni nel MCU. Per Iron Man, Stan Winston e la sua compagnia hanno costruito versioni in metallo e gomma delle varie armature presenti nel film, mentre l'artista di fumetti di Iron Man Adi Granov ha progettato la Mark III con l'illustratore Phil Saunders. l'Industrial Light & Magic ha creato le armature digitali nel film. Per aiutare ad animare gli abiti più complessi, a volte le immagini venivano registrate facendo indossare a Downey solo l'elmo, le maniche e il pettorale del costume sopra una tuta di cattura del movimento.
Per Iron Man 2 l'ILM fece di nuovo la maggior parte degli effetti, con l'aggiunta della Double Negative. Durante le riprese di The Avengers, la Weta Digital assunse l'incarico di animare Iron Man durante lo scontro nella foresta con Thor. Per Iron Man 3 la Digital Domain, Scanline VFX e Trixter lavorarono su inquadrature separate con l'armatura Mark 42, usando con diversi modelli digitali. Gli studi condivisero alcuni dei loro file per garantire la coerenza tra gli scatti. Per le armature Mark 42 e di Iron Patriot, furono costruiti abiti parziali da indossare sul set.

## Concezione e sviluppo
A metà degli anni 2000, con una serie di film realizzati da altre proprietà Marvel concesse in licenza ad altri studi, Kevin Feige si accorse che la Marvel possedeva ancora i diritti dei membri principali degli Avengers, incluso Iron Man. Feige, un "fanboy" autoproclamato, immaginava di creare un universo condiviso proprio come avevano fatto i creatori Stan Lee e Jack Kirby con i loro fumetti all'inizio degli anni '60. Jon Favreau, che venne selezionato per dirigere il primo film di Iron Man, sentiva che il passato travagliato di Downey lo rendeva una scelta appropriata per la parte, e che l'attore poteva rendere Stark un "simpatico stronzo", ma anche rappresentare il suo autentico viaggio emotivo una volta conquistato il pubblico. Favreau fu attratto da Downey anche per la sua interpretazione in Kiss Kiss Bang Bang; Downey conversò spesso con il regista di quel film, Shane Black, sulla sceneggiatura e sui dialoghi di Iron Man.

## Differenze dai fumetti
La storia delle origini di Iron Man è stata modernizzata per i film. Nei fumetti Stark diventa Iron Man in seguito di un'esperienza di rapimento durante la guerra del Vietnam, mentre nei film ciò avviene nella guerra in Afghanistan. Jarvis, nei fumetti, è il maggiordomo di famiglia, mentre nei film J.A.R.V.I.S. è un'intelligenza artificiale creata da Stark, sebbene ancora ispirata al maggiordomo dell'infanzia del miliardario che si rivela essere morto prima dell'inizio della storia. Stark procede anche attraverso i primi modelli della sua armatura per raggiungere l'ormai iconico schema di colori rosso e oro molto più rapidamente dei fumetti, dove inizialmente è di metallo argentato. La personalità di Stark è basata sulla versione Ultimate Comics.
La versione I.A. di Jarvis viene caricata da Stark su un corpo artificiale e diventa Visione. Nei film, Visione è creato da Stark e Banner per contrastare Ultron. Nei fumetti, invece, Ultron è creato da un membro diverso degli Avengers, Hank Pym; proprio alcuni aspetti della personalità di Pym sono integrati in questa versione di Stark, come il desiderio di ottenere la pace globale. Un'altra differenza nei film è la storia d'amore tra Stark e Pepper Potts: nei fumetti Potts ha sentimenti non corrisposti per Stark e alla fine si sposa con l'autista e guardia del corpo di Tony, Happy Hogan.
Un nuovo approccio estraneo ai fumetti è il rapporto tra mentore-allievo di Stark con Peter Parker. In Ultimate Comics, Stark e Parker non vanno oltre la normale relazione allenatore-apprendista; invece, nel MCU, Stark è anche il creatore di diversi modelli dei costumi di Spider-Man di Parker, a differenza dei fumetti in cui gli fabbrica solo l'armatura di Iron Spider, mentre Parker si fabbrica le altre da solo. Stark ha anche dimostrato di avere una storia passata con i nemici di Parker l'Avvoltoio e Mysterio; entrambi sono diventati criminali a causa dell'azione indiretta di Tony, l'Avvoltoio dopo aver perso il posto a causa di Stark e Mysterio dopo essere stato licenziato dall'inventore per squilibrio mentale. Comunque, Iron Man non arriva mai ad affrontarli ma invece è Spider-Man a sconfiggerli.
Il Mandarino, un nemico ricorrente di Iron Man nei fumetti, si rivela essere solo un attore che interpreta il personaggio; la vera mente criminale dietro le sue azioni è Aldrich Killian, che nei fumetti ha un ruolo minore. Nel cortometraggio Viva il re si scopre che il Mandarino è una persona reale, facendo il suo esordio come antagonista nel film Shang-Chi e la leggenda dei Dieci Anelli, dopo la morte di Iron Man.

## Accoglienza
L'interpretazione di Downey del personaggio è stata accolta positivamente da fan e critici. Roger Ebert ha elogiato la performance di Downey in Iron Man, affermando che "Alla fine della giornata è Robert Downey Jr. che alimenta il decollo separandolo dalla maggior parte degli altri film di supereroi". Frank Lovece di Film Journal International, un ex fumettista dei Marvel Comics, ha elogiato il fatto che Iron Man 2 "non mostra un uomo cambiato. Dentro il metallo, l'umanità imperfetta cresce ancora di più, e domande stimolanti sull'identità incontrano la tecno-fantasia fatta in carne".
Per The Avengers, Joe Morgenstern del The Wall Street Journal, nonostante i complimenti per la performance di Downey, affermò di aver preferito il suo lavoro in Iron Man rispetto a quello in The Avengers: "Il suo Iron Man è certamente un giocatore di squadra, ma il signor Downey viene alla festa con due superpoteri insuperabili: l'essere un personaggio di consolidata raffinatezza - l'industriale / inventore Tony Stark, un uomo di mondo dalla lingua tagliente - e la sua presenza di argento vivo che trova la sua migliore espressione nell'autoironia". Nella sua recensione di Avengers: Endgame, Morgenstern ha lodato sia l'attore che il personaggio, elogiando "Il Tony Stark sorprendentemente intelligente di Robert Downey Jr." che, insieme al Captain America di Chris Evans e al Thor di Chris Hemsworth, ha contribuito a creare "il sentimento familiare... di quel film... perché il debutto dei suoi membri più importanti rimane vivo fino ad oggi".
Nel 2015, Empire ha nominato Tony Stark il 13º personaggio cinematografico più grande di tutti i tempi. Nel 2019, dopo la morte di Stark in Avengers: Endgame, una statua che rappresenta il personaggio nella sua armatura di Iron Man è stata eretta a Forte dei Marmi, in Italia.

### Riconoscimenti
Downey ha ricevuto numerose candidature e premi per la sua interpretazione di Tony Stark. In particolare, ha vinto tre volte il Saturn Award come miglior attore, ottenendo il record di quattro vittore (aveva già vinto il premio per 4 fantasmi per un sogno del 1993); è anche il record di maggiori vittorie per l'interpretazione dello stesso personaggio, a pari merito con Mark Hamill con la sua interpretazione di Luke Skywalker.
| Anno | Film                       | Premio                 | Categoria                                                 | Risultato | Fonte   |
| ---- | -------------------------- | ---------------------- | --------------------------------------------------------- | --------- | ------- |
| 2008 | Iron Man                   | Teen Choice Awards     | Miglior attore in un film d'azione/avventura              | Candidato | [ 69 ]  |
| 2008 | Iron Man                   | Scream Awards          | Miglior attore in un film di fantascienza/azione          | Vincitore | [ 70 ]  |
| 2008 | Iron Man                   | Scream Awards          | Miglior supereroe                                         | Candidato | [ 71 ]  |
| 2009 | Iron Man                   | People's Choice Awards | Miglior attore maschile in un film d'azione               | Candidato | [ 72 ]  |
| 2009 | Iron Man                   | People's Choice Awards | Miglior attore in un film                                 | Candidato | [ 72 ]  |
| 2009 | Iron Man                   | People's Choice Awards | Miglior supereroe                                         | Candidato | [ 72 ]  |
| 2009 | Iron Man                   | Empire Awards          | Miglior attore                                            | Candidato | [ 73 ]  |
| 2009 | Iron Man                   | MTV Movie Awards       | Migliore performance maschile                             | Candidato | [ 74 ]  |
| 2009 | Iron Man                   | Saturn Awards          | Miglior attore                                            | Vincitore | [ 64 ]  |
| 2010 | Iron Man 2                 | Teen Choice Awards     | Miglior attore in un film di fantascienza                 | Candidato | [ 75 ]  |
| 2010 | Iron Man 2                 | Teen Choice Awards     | Miglior ballo in un film                                  | Candidato | [ 75 ]  |
| 2010 | Iron Man 2                 | Teen Choice Awards     | Miglior combattimento in un film                          | Candidato | [ 76 ]  |
| 2010 | Iron Man 2                 | Scream Awards          | Miglior attore in un film di fantascienza                 | Candidato | [ 77 ]  |
| 2010 | Iron Man 2                 | Scream Awards          | Miglior supereroe                                         | Vincitore | [ 78 ]  |
| 2011 | Iron Man 2                 | People's Choice Awards | Miglior attore in un film                                 | Candidato | [ 79 ]  |
| 2011 | Iron Man 2                 | People's Choice Awards | Miglior attore in un film d'azione                        | Candidato | [ 79 ]  |
| 2011 | Iron Man 2                 | People's Choice Awards | Miglior team in un film                                   | Candidato | [ 79 ]  |
| 2011 | Iron Man 2                 | MTV Movie Awards       | Superduro                                                 | Candidato | [ 80 ]  |
| 2011 | Iron Man 2                 | Saturn Awards          | Miglior attore                                            | Candidato | [ 81 ]  |
| 2012 | The Avengers               | Teen Choice Awards     | Miglior attore in un film fantascientifico/fantasy        | Candidato | [ 82 ]  |
| 2012 | The Avengers               | Teen Choice Awards     | Miglior attore di film estivi (Choice Summer Movie Actor) | Candidato | [ 82 ]  |
| 2013 | The Avengers               | People's Choice Awards | Miglior attore in un film                                 | Vincitore | [ 83 ]  |
| 2013 | The Avengers               | People's Choice Awards | Miglior attore in un film d'azione                        | Candidato | [ 83 ]  |
| 2013 | The Avengers               | People's Choice Awards | Miglior supereroe in un film                              | Vincitore | [ 83 ]  |
| 2013 | The Avengers               | Critics' Choice Awards | Miglior attore in un film d'azione                        | Candidato | [ 84 ]  |
| 2013 | The Avengers               | Kids' Choice Awards    | Miglior uomo spaccaossa                                   | Candidato | [ 85 ]  |
| 2013 | The Avengers               | Empire Awards          | Miglior attore                                            | Candidato | [ 86 ]  |
| 2013 | The Avengers               | MTV Movie Awards       | Miglior coppia                                            | Candidato | [ 87 ]  |
| 2013 | The Avengers               | MTV Movie Awards       | Miglior combattimento                                     | Vincitore | [ 87 ]  |
| 2013 | The Avengers               | MTV Movie Awards       | Miglior eroe                                              | Candidato | [ 87 ]  |
| 2013 | Iron Man 3                 | Teen Choice Awards     | Miglior attore in un film d'azione                        | Vincitore | [ 88 ]  |
| 2013 | Iron Man 3                 | Teen Choice Awards     | Miglior attore in un film fantascientifico/fantasy        | Candidato | [ 88 ]  |
| 2013 | Iron Man 3                 | Teen Choice Awards     | Miglior chimica nel film (Choice Movie: Chemistry)        | Candidato | [ 88 ]  |
| 2014 | Iron Man 3                 | People's Choice Awards | Miglior attore in un film                                 | Candidato | [ 89 ]  |
| 2014 | Iron Man 3                 | People's Choice Awards | Miglior coppia in un film                                 | Candidato | [ 89 ]  |
| 2014 | Iron Man 3                 | People's Choice Awards | Miglior attore in un film d'azione                        | Vincitore | [ 89 ]  |
| 2014 | Iron Man 3                 | Critics' Choice Awards | Miglior attore in un film d'azione                        | Candidato | [ 90 ]  |
| 2014 | Iron Man 3                 | Kids' Choice Awards    | Miglior uomo spaccaossa                                   | Vincitore | [ 91 ]  |
| 2014 | Iron Man 3                 | Kids' Choice Awards    | Miglior attore                                            | Candidato | [ 91 ]  |
| 2014 | Iron Man 3                 | MTV Movie Awards       | Miglior eroe                                              | Candidato | [ 92 ]  |
| 2014 | Iron Man 3                 | Saturn Awards          | Miglior attore                                            | Vincitore | [ 65 ]  |
| 2015 | Avengers: Age of Ultron    | Teen Choice Awards     | Miglior attore in un film fantascientifico/fantasy        | Candidato | [ 93 ]  |
| 2016 | Avengers: Age of Ultron    | People's Choice Awards | Miglior attore in un film                                 | Candidato | [ 94 ]  |
| 2016 | Avengers: Age of Ultron    | People's Choice Awards | Miglior attore in un film d'azione                        | Candidato | [ 94 ]  |
| 2016 | Avengers: Age of Ultron    | Kids' Choice Awards    | Miglior attore cinematografico                            | Candidato | [ 95 ]  |
| 2016 | Avengers: Age of Ultron    | MTV Movie Awards       | Miglior combattimento                                     | Candidato | [ 96 ]  |
| 2016 | Captain America: Civil War | Teen Choice Awards     | Miglior attore in un film fantascientifico/fantasy        | Candidato | [ 97 ]  |
| 2016 | Captain America: Civil War | Teen Choice Awards     | Miglior intesa in un film                                 | Candidato | [ 98 ]  |
| 2017 | Captain America: Civil War | People's Choice Awards | Miglior attore in un film                                 | Candidato | [ 99 ]  |
| 2017 | Captain America: Civil War | People's Choice Awards | Miglior attore in un film d'azione                        | Vincitore | [ 99 ]  |
| 2017 | Captain America: Civil War | Kids' Choice Awards    | Miglior attore                                            | Candidato | [ 100 ] |
| 2017 | Captain America: Civil War | Kids' Choice Awards    | Migliori amici-nemici                                     | Candidato | [ 100 ] |
| 2017 | Captain America: Civil War | Kids' Choice Awards    | #Squad (#Squadra)                                         | Candidato | [ 100 ] |
| 2018 | Avengers: Infinity War     | Teen Choice Awards     | Miglior attore in un film d'azione                        | Vincitore | [ 101 ] |
| 2018 | Avengers: Infinity War     | People's Choice Awards | Miglior attore in un film del 2018                        | Candidato | [ 102 ] |
| 2019 | Avengers: Infinity War     | Kids' Choice Awards    | Miglior supereroe                                         | Vincitore | [ 103 ] |
| 2019 | Avengers: Endgame          | MTV Movie & TV Awards  | Miglior eroe                                              | Vincitore | [ 104 ] |
| 2019 | Avengers: Endgame          | Teen Choice Awards     | Miglior attore in un film d'azione                        | Vincitore | [ 105 ] |
| 2019 | Avengers: Endgame          | Saturn Awards          | Miglior attore                                            | Vincitore | [ 66 ]  |
| 2019 | Avengers: Endgame          | People's Choice Awards | Miglior attore in un film del 2019                        | Vincitore | [ 106 ] |
| 2019 | Avengers: Endgame          | People's Choice Awards | Miglior attore in un film d'azione del 2019               | Candidato | [ 106 ] |